# Bougourou
Bougourou fou una regió de Guinea a l'oest del Sékié i al nord-oest del Bouré, avui dia a la frontera nord de Guinea amb Mali. Les muntanyes Bougourou li donen el nom. La població de Bougourou es troba al peu d'aquestes muntanyes al seu vessant nord. A uns 60 km en línia recta es troba la ciutat de Siguiri a la riba del riu Níger.
La regió, molt hostil a Samori Turé, es va sotmetre als francesos el 1885.